# 비슈코프구

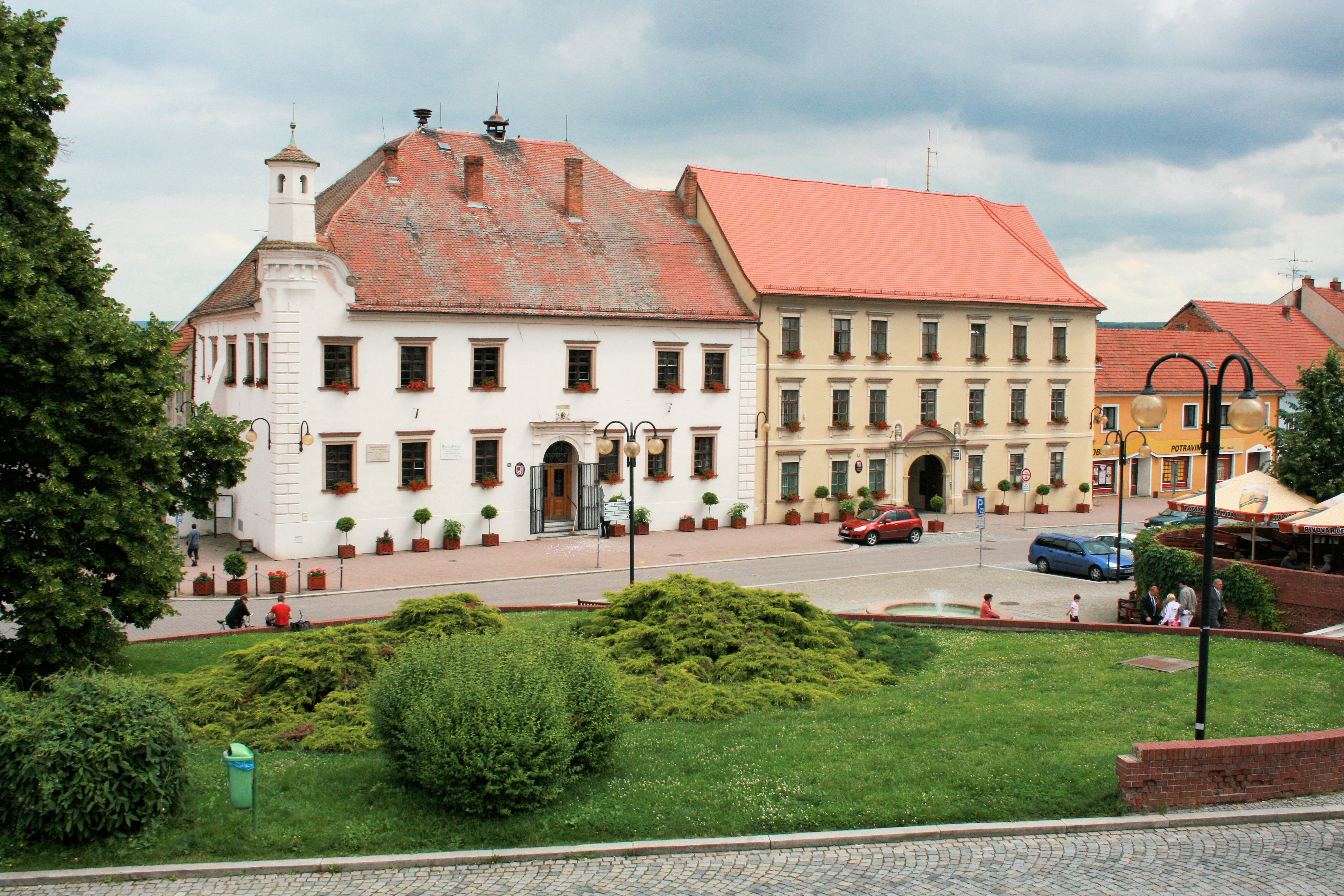
비슈코프구 슬라브코프우브르나 시청

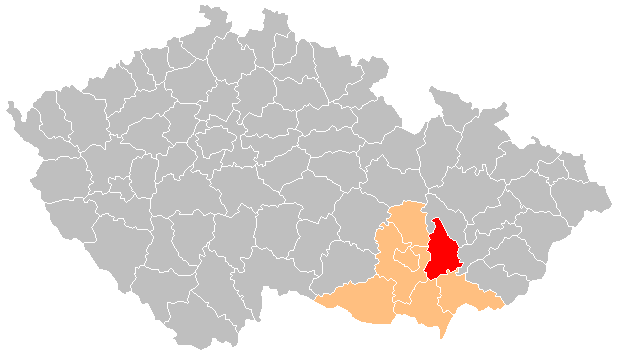
비슈코프구의 위치

비슈코프구(체코어: Okres Vyškov)는 체코 남모라바주를 구성하는 7개 구 가운데 하나로 행정 중심지는 비슈코프이며 면적은 876.06km2, 인구는 91,645명(2019년 1월 1일 기준), 인구 밀도는 100명/km2이다.
남모라바주 동부에 위치하며 79개 지방 자치체(8개 시, 71개 마을)를 관할한다. 남모라바주 호도닌구, 브르제츨라프구, 브르노 교외구, 블란스코구, 올로모우츠주 프로스테요프구, 즐린주 크로메르지시구와 접한다.
구 일부는 브르제지나 군사지구(Vojenský újezd Březina)로 설정되어 있다.